# Robert Toombs
Robert Augustus Toombs (Wilkes, Geòrgia, 1810- Washington, Geòrgia, 1885) Polític sudista.
Fiscal de l'Estat de Geòrgia fins al 1843, el 1844 fou nomenat congressista pels EUA fins al 1850, i pel senat el 1852. Fou un dels més ardents defensors dels drets dels estats sudistes i esclavistes, fins i tot a separar-se. Quan la convenció de Montgomery el 1860, fou nomenat secretari d'estat dels Estats Confederats d'Amèrica, però al cap de pocs mesos dimití per desacord amb Jefferson Davis. Aleshores s'incorporà al front i fou ferit a Antietam. La resta de la guerra se la passà retirat criticant Davis. El 1865 marxà a Londres, però tornà a Georgia el 1867. Malgrat negar-se a jurar lleialtat al govern, exercí d'advocat i influí en la nova constitució georgiana del 1877 que donava supremacía als blancs.